# Gabriela Gajanová
Gabriela Gajanová (née le 12 octobre 1999 à Liptovský Mikuláš) est une athlète slovaque spécialiste du 800 mètres.

## Biographie
Dans les catégories jeunes, elle se distingue en prenant la 3e place sur 800 mètres, aux championnats d'Europe U18 de 2016 puis aux championnats d'Europe U20 en 2017. En 2018 elle termine 4e aux championnats du monde U20 en 2 min 1 s 90, record personnel. La même année, pour sa première grande compétition senior, elle est éliminée en séries des championnats d'Europe.
En catégorie senior, elle remporte son premier titre national en 2019.
En 2024, Gajanová obtient la médaille d'argent aux championnats d'Europe de Rome, s'inclinant face à la favorite, la Britannique Keely Hodgkinson.

### Palmarès
| Date | Compétition                    | Lieu     | Résultat | Performance   |
| ---- | ------------------------------ | -------- | -------- | ------------- |
| 2016 | Championnats d'Europe jeunesse | Tbilissi | 3e       | 2 min 9 s 43  |
| 2017 | Championnats d'Europe juniors  | Grosseto | 3e       | 2 min 7 s 15  |
| 2024 | Championnats d'Europe          | Rome     | 2e       | 1 min 58 s 79 |

### Records
| Épreuve    | Épreuve      | Performance        | Lieu        | Date            |
| ---------- | ------------ | ------------------ | ----------- | --------------- |
| 800 mètres |              | 1 min 58 s 22 (NR) | Saint-Denis | 4 août 2024     |
| 800 mètres | Piste courte | 2 min 01 s 55 (NR) | Liévin      | 13 février 2025 |